# Sphenorhina digitata
Sphenorhina digitata är en insektsart som beskrevs av Nast 1949. Sphenorhina digitata ingår i släktet Sphenorhina och familjen spottstritar. Inga underarter finns listade i Catalogue of Life.